# Kahvisaari (ö i Mellersta Finland)
Kahvisaari är en ö i Finland. Den ligger i sjön Saraavesi och i kommunen Laukas i den ekonomiska regionen  Jyväskylä ekonomiska region  och landskapet Mellersta Finland, i den centrala delen av landet, 250 km norr om huvudstaden Helsingfors. Öns area är 0,1 hektar och dess största längd är 60 meter i nord-sydlig riktning.